# مارتن مولر
مارتن مولر (بالألمانية: Martin Müller)‏ ولد بتاريخ 5 أبريل 1974 في ألمانيا، هو دراج ألماني سابق في صنف سباق الدراجات على الطريق.

## روابط خارجية
- مارتن مولر على موقع أرشيف الدراجات (الإنجليزية)
- مارتن مولر على موقع إحصائيات الدراجات الإحترافية (الإنجليزية)
- مارتن مولر على موقع نسبة الدراجات (الإنجليزية)